# Genepool
Genepool ist eine deutsche Post-Punk-Band aus Köln.

## Geschichte
Die Band wurde 2000 von Thilo Schenk und Kolja Matzke unter dem Namen Cleaner gegründet. Wenig später komplettierten Andi Lehmann und Paco Delgado das erste Line-up der Band. Aufgrund von Namensansprüchen einer gleichnamigen Band aus den USA benannte sich die Band 2001 in Genepool um und veröffentlichte noch im selben Jahr ihr Debütalbum A Technical Device for Sex auf bluNoise Records. Nachdem 2003 Sänger und Bassist Andi Lehmann Genepool verlassen hatte, machte sich die Band gemeinsam mit dem Bassisten Guido Lucas und dem Sänger Jack Letten von Smoke Blow an die Aufnahmen zum zweiten Album Everything Goes In Circles, welches dann 2004 auf Noisolution veröffentlicht wurde. Auf der folgenden Tour wurde Jack Letten aufgrund von Verpflichtungen bei Smoke Blow von Christian Schwieghusen, dem Ex-Sänger der Rostok Vampires, vertreten.
Im Jahre 2006 verließ Kolja Matzke die Band und wurde durch Jens Küchenthal und Spiro Kotsomitopoulos ersetzt. Während beide Schlagzeuger sich die Aufnahmen zu der Platte Sendung Signale teilten, wurden die nachfolgenden Livekonzerte mit Jens Küchenthal alleine bestritten. 2008 wurde für Genepool das Jahr der großen Veränderungen. Es wurde bekannt, dass Jack Letten die Band in aller Freundschaft verlassen hat, um sich mehr auf seine Hauptband Smoke Blow zu konzentrieren. Sein Nachfolger wurde Ian Spehr, Frontmann der Noise-Rock-Band Minkstole. Jens Küchenthal und Spiro Kotsomitopoulos trommelten fortan bei den Konzerten parallel. Außerdem wechselten sie ihr Label und unterschrieben einen neuen Vertrag bei Rookie Records aus Köln. Anfang 2009 begaben sich Genepool in das BluBox-Studio in Troisdorf, um den Nachfolger zu Sendung Signale zu schreiben und aufzunehmen. Lauf! Lauf! erschien am 29. Januar 2010 auf Rookie Records.
Nach einer Tour im März und April 2010 wurde im Juni via Twitter bekannt gegeben, dass bereits an dem Nachfolger zu Lauf! Lauf! gearbeitet werde. Am 24. Januar 2011 gab die Band auf ihrer Webseite bekannt, dass das neue Album den Titel Spalter! trägt und am 25. März 2011 auf Rookie Records erscheinen wird. Im Juni 2012 veröffentlichten Genepool via itunes drei Coversongs, in denen sie ihren musikalischen Vorbildern huldigten: „No Tears“ von Tuxedomoon, „I’m Falling“ von Ministry und „Geisterbahn fahrn“ von Extrabreit. Der Drummer Spiro Kotsomitopoulos ist hier erstmals am Synthesizer zu hören. Außerdem gaben sie bekannt, dass Guido Lucas nicht mehr Mitglied in der Band sei. Der neue Mann am Bass heißt Christian Labs. Im Mai 2013 gingen Genepool mit dem Produzenten Bastian Hartmann ins High Tide Studio. Die Songs aus dieser Session, „Gimme Some More Rope“ und „Sometimes I Wish I Had a Gun“, wurden im September 2013 via Bandcamp zum freien Download angeboten. 2014 nahmen Genepool im Tonstudio 45 unter der Anleitung von Kurt Ebelhäuser eine neue Platte auf. 2015 wurde „Komplex“ in streng limitierter Auflage auf Rookie Records veröffentlicht. Im selben Jahr legte die Band eine Pause auf unbestimmte Zeit ein.

## Stil
Der Sound der Band orientierte sich auf der ersten Platte noch stark am Noise-Rock. Bereits mit Everything Goes In Circles wandte sich Genepool dem Post-Punk und New Wave englischer Bands der frühen 1980er Jahre zu, der durch die dunkle Stimme von Jack Letten maßgeblich unterstützt wurde. Diese Richtung wurde auch auf der dritten Platte Sendung Signale beibehalten, wobei sich der New-Wave- und Pop-Faktor erheblich vergrößerte. Spätestens seit der Lauf! Lauf!-LP sind die Einflüsse von New Wave, Krautrock und Disco der 1970er und 1980er Jahre nicht mehr zu überhören.

## Diskografie

### Studioalben
| Jahr | Titel                      | Anmerkungen      |
| ---- | -------------------------- | ---------------- |
| 2001 | A Technical Device for Sex | bluNoise Records |
| 2004 | Everything Goes in Circles | Noisolution      |
| 2007 | Sendung Signale            | Noisolution      |
| 2010 | Lauf! Lauf!                | Rookie Records   |
| 2011 | Spalter                    | Rookie Records   |
| 2015 | Komplex                    | Rookie Records   |

### Singles
| Jahr | Titel                                                      | Anmerkungen                                                         |
| ---- | ---------------------------------------------------------- | ------------------------------------------------------------------- |
| 2003 | Blood Turns to Water                                       | Rookie Records                                                      |
| 2003 | 1980, Barbarella, Monkey Bone, The Story of Jane and Jones | Als 7-Inch Beitrag auf der Persona non Grata Ausgabe #58 erschienen |
| 2005 | Spermbirds / Genepool                                      | Split auf Rookie Records                                            |
| 2007 | Genepool / Interstate 5                                    | Split auf Matatu Records                                            |
| 2007 | Genepool / Pristine                                        | Split auf Rookie Records                                            |